# Ukraińska Formuła 1600 Sezon 2007
Ukraińska Formuła 1600 Sezon 2007 – dwunasty sezon Ukraińskiej Formuły 1600.

## Kalendarz wyścigów
| Runda | Data        | Tor   | Pole position | Najszybsze okrążenie | Zwycięzca (kierowcy)  | Zwycięzca (zespoły) |
| ----- | ----------- | ----- | ------------- | -------------------- | --------------------- | ------------------- |
| 1     | 12 maja     | Kijów | ?             | ?                    | Jurij Kondratjuk      | ?                   |
| 2     | 13 maja     | Kijów | ?             | ?                    | Andrij Frankowskyj    | ?                   |
| 3     | 1 czerwca   | Kijów | ?             | ?                    | Ołeksij Warawin       | ?                   |
| 4     | 2 czerwca   | Kijów | ?             | ?                    | Ołeksandr Kołodiażnyj | ?                   |
| 5     | 30 czerwca  | Kijów | ?             | ?                    | Ołeksandr Kołodiażnyj | ?                   |
| 6     | 1 lipca     | Kijów | ?             | ?                    | Ołeh Gajdamaczenko    | ?                   |
| 7     | 1 lipca     | Kijów | ?             | ?                    | Anton Andruszenko     | ?                   |
| 8     | 2 lipca     | Kijów | ?             | ?                    | Ołeh Gajdamaczenko    | ?                   |
| 9     | 29 września | Kijów | ?             | ?                    | Ołeh Gajdamaczenko    | ?                   |

## Klasyfikacja kierowców
| Legenda oznaczeń w tabelach wyników Wyświetl szablon na nowej stronie | Legenda oznaczeń w tabelach wyników Wyświetl szablon na nowej stronie                                                                     |
| Oznaczenie                                                            | Wyjaśnienie |
| --------------------------------------------------------------------- | --- |
| Złoty                                                                 | Zwycięzca lub mistrzostwo |
| Srebrny                                                               | 2. miejsce lub wicemistrzostwo |
| Brązowy                                                               | 3. miejsce lub II wicemistrzostwo |
| Zielony                                                               | Ukończył, punktował (w klasyfikacji generalnej, gdy zdobył co najmniej jeden punkt na przestrzeni sezonu, poza trzema powyższymi opcjami) |
| Niebieski                                                             | Ukończył, nie punktował (w klasyfikacji generalnej, gdy nie zdobył co najmniej jednego punktu na przestrzeni sezonu)                      |
| Czerwony                                                              | Nie zakwalifikował się (NZ) |
| Czerwony                                                              | Nie prekwalifikował się (NPK) |
| Różowy                                                                | Nie ukończył (NU) |
| Różowy                                                                | Niesklasyfikowany (NS) (w klasyfikacji generalnej, gdy nie został sklasyfikowany w żadnym wyścigu sezonu)                                 |
| Czarny                                                                | Zdyskwalifikowany (DK) |
| Czarny                                                                | Wykluczony (WYK/EX) |
| Biały                                                                 | Nie wystartował (NW) |
| Biały                                                                 | Kontuzjowany (K/INJ) |
| Biały                                                                 | Wyścig odwołany (OD/C) |
| Bez koloru                                                            | Został wycofany (WYC/WD) |
| Bez koloru                                                            | Nie przybył (NP/DNA) |
| Bez koloru                                                            | Nie brał udziału w treningach (NT/DNP) |
| Bez koloru                                                            | Nie został zgłoszony (–) |
| Pogrubienie                                                           | Start z pole position |
| Kursywa                                                               | Najszybsze okrążenie wyścigu |
| †                                                                     | Nie ukończył, ale jego rezultat został zaliczony ze względu na przejechanie więcej niż 90% dystansu wyścigu.                              |
| *                                                                     | Sezon w trakcie |
| 1/2/3                                                                 | Punktowana pozycja w sprincie kwalifikacyjnym                                                                                             |
| Lista systemów punktacji Formuły 1                                    | |

| Poz.                                          | Kierowca                 | CZJ | CZJ | CZJ | CZJ | CZJ | CZJ | CZJ | CZJ | CZJ | Punkty |
| --------------------------------------------- | ------------------------ | --- | --- | --- | --- | --- | --- | --- | --- | --- | ------ |
| 1                                             | Ołeksij Warawin          | NU  | NW  | 1   | 4   | 2   | 2   | 4   | 2   | 3   | 50     |
| 2                                             | Ołeh Gajdamaczenko       | NW  | NW  | 3   | 7   | 4   | 1   | NU  | 1   | 1   | 43     |
| 3                                             | Jurij Kondratjuk         | 1   | 3   | -   | -   | 6   | 10  | 2   | 4   | 2   | 43     |
| 4                                             | Anton Andruszenko        | NW  | NW  | -   | -   | 3   | 4   | 1   | 3   | 4   | 32     |
| 5                                             | Andrij Frankowskyj       | 2   | 1   | 7   | 6   | 9   | 3   | 6   | NU  | -   | 29     |
| 6                                             | Ołeksandr Kołodiażnyj    | NW  | NW  | 2   | 1   | 1   | 14  | -   | -   | -   | 28     |
| 7                                             | Mykoła Szałduga          | 3   | 4   | 9   | 10  | 5   | 5   | 3   | 5   | -   | 26,5   |
| 8                                             | Dmytro Jeksperjandow     | 6   | 6   | 8   | 8   | 7   | 11  | 5   | 6   | -   | 20     |
| 9                                             | Andrij Skuz              | NW  | NW  | 4   | 5   | NU  | 6   | NW  | NW  | NW  | 20     |
| 10                                            | Aleksandr Armand         | -   | -   | 5   | 2   | -   | -   | -   | -   | -   | 12     |
| 11                                            | Mykoła Czerewo           | 7   | NW  | -   | -   | 12  | 13  | 7   | 7   | -   | 10     |
| 12                                            | Konstantin Borodawczenko | NW  | NU  | -   | -   | -   | -   | NW  | NW  | 5   | 4      |
| 13                                            | Ołeksandr Stankiewicz    | NW  | NW  | -   | -   | 10  | 9   | -   | -   | 6   | 3      |
| 14                                            | Waleryj Ryłko            | -   | -   | NU  | 9   | 11  | 12  | -   | -   | 7   | 2      |
| 15                                            | Konstantin Kuzniecow     | -   | -   | -   | -   | -   | -   | 8   | -   | NW  | 1      |
| NS                                            | Jurij Ułasewicz          | -   | -   | NW  | NW  | -   | -   | -   | -   | -   | 0      |
| Kierowcy niedopuszczeni do zdobywania punktów |                          |     |     |     |     |     |     |     |     |     |        |
| NS                                            | Ołeksandr Kondratjuk     | -   | -   | 6   | 3   | NU  | NW  | -   | -   | -   | 0      |
| NS                                            | Aliaksiej Kruszynin      | 4   | 5   | -   | -   | NU  | 8   | -   | -   | -   | 0      |
| NS                                            | Maksim Mielniczenko      | 5   | NW  | -   | -   | 8   | 7   | -   | -   | -   | 0      |